# Superficial (álbum)
Superficial es el álbum debut de la estrella de realidad Heidi Montag, conocida por su rol en The Hills, el álbum fue pospuesto numerosas veces desde 2007 por la mala recepción de los sencillos de promoción y problemas con el contrato discográfico, pero finalmente fue lanzado el 11 de enero de 2010, solo en tiendas digitales.

## Historia
Durante 2007, se anunció que Montag estaría trabajando en un álbum musical con el productor David Foster. Durante agosto de ese mismo año, Ryan Seacrest estrenó un sencillo no oficial de Montag titulado "Body Language", con la colaboración de Spencer Pratt. Ambos, Montag y Pratt, negaron que se tratase del primer sencillo del álbum.
El 5 de febrero de 2008, el primer sencillo de Heidi, "Higher" fue lanzado a través de iTunes, y de manera simultánea el video de la canción, dirigido por Spencer Pratt. Tanto la canción como el video recibieron comentarios negativos por parte de los medios y el público, el video recibió numerosas parodias en YouTube, entre otras cosas por su bajo presupuesto. Al mes siguiente, Montag lanzó un sencillo titulado "No More", y a diferencia de "Higher", la canción recibió comentarios positivos del público. 
En junio de 2008, Montag lanzó una canción titulada "Fashion", producida por el renombrado Red One, el track tuvo una pésima recepción por parte de la crítica, pero estos a su vez halagaron la versión de la canción interpretada por Lady Gaga, quién la habría compuesto para Montag. La versión de Gaga fue incluida en el soundtrack de "Loca por las Compras" y en un episodio de "Ugly Betty".
El 18 de agosto de 2008, Montag lanzó el sencillo "Overdosin'", que contó con un video musical, la crítica del sencillo fue mixta.
Ya en abril de 2009, Heidi lanzó lo que sería el primer sencillo de su álbum debut al aire con Ryan Seacreast, la canción titulada "Look How I'm Doing". A unos días de su lanzamiento se filtró en la web un video viral de la canción, para promocionar su venta en iTunes. El 17 del mismo mes, Montag lanzó una canción titulada "Blackout", que más tarde fue convertida en sencillo, aunque el video musical de la canción recibió comentarios negativos por su similitud con el de "Higher".
Anticipando su álbum debut, Montag editó dos EP, el primero "Wherever I Am" y el segundo "Here She Is…".
Después de la mala racha con sus sencillos, se filtró en la web un cover titulado “Trash Me”, que recibió comentarios positivos en la web. 
El 8 de agosto, "Body Language" fue lanzada de oficialmente como sencillo en su versión final y se confirmó que Heidi la estaría presentando en vivo en el certamen Miss Universo 2009, desde las Bahamas. La performance obtuvo crítica negativa por parte de los medios de entretenimiento y se confirmó que "Body Language" era solo un sencillo promocional. 
El 22 de noviembre de 2009, fue lanzado el primer sencillo oficial del álbum debut de Montag, titulado, al igual que el disco, "Superficial". El sencillo recibió comentarios positivos del público pero falló en entrar a los charts.
El álbum "Superficial" fue lanzado el 11 de enero de 2010, solo en tiendas digitales y se convirtió en un fracaso al vender solo 1000 copias en su primera semana.

## Recepción
El álbum obtuvo en su mayoría críticas negativas por parte de los críticos, quienes calificaron al disco como “pobremente producido, lleno de sintetizadores y canciones que se olvidan instantáneamente y que son un tanto irritables”. El público le dio críticas mixtas al álbum, la mayoría de los compradores concluyó que “I'll Do It” es la mejor canción del álbum.

## Sencillos
- Superficial, editada como el primer sencillo oficial del álbum, recibió críticas positivas, pero falló en entrar a las listas.

## Canciones destacadas
- One More Drink, fue editada como sencillo promocional durante 2008, recibiendo mayormente críticas negativas.
- Look How I'm Doin, editada como sencillo promocional del álbum durante 2009, un video musical fue filmado, pero solo se estrenó un adelanto de 33 segundos para promocionar la venta de la canción el iTunes.
- Blackout, el video oficial de la canción fue estrenado a principios de 2009, video grabado en México. Más tarde la canción fue lanzada como sencillo de manera oficial. La versión incluida en el álbum está levemente remixada.
- More Is More, fue lanzada como sencillo durante 2009 y debutó en el número 50 de las canciones bailables del Billboard.[1]

Esta canción en iTunes Store tiene el tag de "Explicit" porque en la letra dice: "I'ts a fucking chaos in here", pero en la edición limpia no sale dicha estrofa también disponible en iTunes Store.
- Sex Ed & Trash Me, ambas canciones no incluidas en el álbum fueron editadas como singles promocionales el 15 de febrero de 2010.
- I'll Do It tuvo buena crítica de los fanes aunque no estuvo considerada para sencillo.
- Twisted fue cantada a cappella en el reality show I'm a Celebrity...Get Me Out of Here! (U.S. TV series) y Janice Dickinson dijo que sonaba como un gato, lo que provocó llanto en Heidi Montag. Después del reality show Janice Discksnson expresó la amistad que tiene con Heidi Montag y el apoyo al tema de la cirugía plástica.

## Lista de canciones
1. "Look How I'm Doin" (Steve Morales, Cathy Dennis, Ramond Diaz) - 3:28
2. "Turn Ya Head" (Steve Morales, Cathy Dennis, Kiethin Pittman) - 3:38
3. "Fanatic" (Cathy Dennis, Chris Rojas, Kool Kojak) - 3:26
4. "Superficial" (Steve Morales, Atozzio Townes, Harold St. Louis) - 3:08
5. "More Is More"(Clean/Explicit) (Steve Morales, Laura Pergolizzi, Harold St. Louis) - 3:06
6. "One More Drink" (Mary Brown, The Runners, Dawn Richard) - 3:38
7. "Twisted" (Sebastian Jacome, Laura Pergolizzi) - 3:48
8. "Hey Boy" (Sebastian Jacome, Laura Pergolizzi) - 2:55
9. "My Parade" (John Stary, Ben McCrary, Melanie Dayan) - 3:23
10. «Blackout» (Cathy Dennis, Chris Rojas, Taylor Momsen) - 3:29
11. "I'll Do It" (Steve Morales, Stacy Barthe, Kiethin Pittman) - 3:30
12. "Love It or Leave It" (Sebastian Jacome, Laura Pergolizzi) - 3:01